# نيليس فان دايك
نيليس فان دايك (بالهولندية: Nelis van Dijk)‏ (8 يناير 1904 – 31 أكتوبر 1969) هو ملاكم هولندي راحل، مثّل بلاده في الألعاب الأولمبية الصيفية 1920.

## روابط خارجية
نيليس فان دايك على موقع أوليمبيديا (الإنجليزية)